# Seljord
Seljord – norweskie miasto i gmina leżąca w regionie Telemark.
Seljord jest 154. norweską gminą pod względem powierzchni.

## Demografia
Według danych z roku 2005 gminę zamieszkuje 2919 osób, gęstość zaludnienia wynosi 4,11 os./km². 
Pod względem zaludnienia Seljord zajmuje 276. miejsce wśród norweskich gmin.
| ludność stan na 1 stycznia 2005 |         |           |       |
|                                 | kobiety | mężczyźni | razem |
| osób                            | 1463    | 1456      | 2919  |
| %                               | 50,12%  | 49,88%    | 100%  |

| wykształcenie stan na 1 października 2004 |        |         |        |        |
|                                           | podst. | średnie | wyższe | niezn. |
| osób                                      | 500    | 1455    | 420    | 38     |
| %                                         | 20,72% | 60,3%   | 17,41% | 1,57%  |

## Edukacja
Według danych z 1 października 2004:
- liczba szkół podstawowych (norw. grunnskolar): 4
- liczba uczniów szkół podst.: 336

## Władze gminy
Według danych na rok 2018 administratorem gminy jest Finn-Arild Bystrøm (norw. rådmann)  natomiast burmistrzem (norw. ordfører, d. borgermester) jest Halfdan Haugan